# Primeiro-ministro da Crimeia
O Presidente do Conselho de Ministros da República Autônoma da Crimeia (em ucraniano:  Прем'єр-міністр Автономної республіки Крим; em russo:  Председатель Совета министров Автономной Республики Крым; em tártaro da Crimeia:  Qırım Muhtar Cumhuriyetiniñ Baş Naziri), também designado extra-oficialmente de Primeiro-ministro da Crimeia, é o chefe de governo da República Autônoma da Crimeia, situada na região homônima do sul da Ucrânia, que ocupa aproximada o mesmo território da península de mesmo nome. O cargo, indicado pelo presidente da Verkhovna Rada da Crimeia (o parlamento da Crimeia), após a aprovação do presidente da república, preside o Conselho de Ministros da Crimeia.

## Lista de primeiros-ministros da Crimeia
| Nome                | Período                                          | Partido                                      |
| ------------------- | ------------------------------------------------ | -------------------------------------------- |
| Vitaliy Kurashyk    | 22 de março de 1991 – 20 de maio de 1993         | Sem filiação partidária                      |
| Borys Samsonov      | 20 de maio de 1993 – 4 de fevereiro de 1994      | Sem filiação partidária                      |
| Yuriy Meshkov       | 4 de fevereiro de 1994 – 6 de outubro de 1994    | Partido Republicano da Crimeia + Bloco Russo |
| Anatoliy Frantchuk  | 6 de outubro de 1994 – 22 de março de 1995       | Partido Popular                              |
| Anatoliy Drobotov   | 22 de março de 1995 – 31 de março de 1995        | Partido Comunista da Crimeia + Bloco Russo   |
| Anatoliy Franchuk   | 31 de março de 1995 – 26 de janeiro de 1996      | Partido Popular                              |
| Arkadiy Demydenko   | 26 de janeiro de 1996 – 4 de junho de 1997       | Sem filiação partidária                      |
| Anatoliy Frantchuk  | 4 de junho de 1997 – 27 de maio de 1998          | Partido Popular                              |
| Serhiy Kunitsyn     | 27 de maio de 1998 – 25 de julho de 2001         | Bloco Kunitsyn                               |
| Valeriy Horbatov    | 25 de julho de 2001 – 29 de abril de 2002        | Ucrânia Forte                                |
| Serhiy Kunitsyn     | 29 de abril de 2002 – 20 de abril de 2005        | Partido Democrático Popular                  |
| Anatoliy Matviienko | 20 de abril de 2005 – 21 de setembro de 2005     | Plataforma "Sobor" Ucraniana                 |
| Anatoliy Burdiuhov  | 23 de setembro de 2005 – 2 de junho de 2006      | Nossa Ucrânia                                |
| Viktor Plakida      | 2 de junho de 2006 – 17 de março de 2010         | Partido Democrático Popular                  |
| Vasyl Djarty        | 17 de março de 2010 – 17 de agosto de 2011       | Partido das Regiões                          |
| Anatolii Mohyliov   | 8 de novembro de 2011 – 27 de fevereiro de 2014  | Partido das Regiões                          |
| Serguey Aksyonov    | 27 de fevereiro de 2014 – 20 de setembro de 2019 | Unidade Russa                                |
| Yuri Gotsanyuk      | 20 de setembro de 2019 - presente                | Unidade Russa                                |